# Aristaria bocantis
Aristaria bocantis là một loài bướm đêm trong họ Noctuidae.